# Louis Boutet de Monvel
Louis Boutet de Monvel (22 de junho de 1941 – 25 de dezembro de 2014) foi um matemático francês.
Foi aluno de Laurent Schwartz em Paris e professor na Universidade Pierre e Marie Curie.
Em 2007 foi laureado com a Medalha Émile Picard.

## Publicações
- «Publications de Louis Boutet de Monvel», Annales de l'Institut Fourier, ISSN 0373-0956, 54 (5): 1141–1149, 2004,